# Ptilophora rufula
Ptilophora rufula là một loài bướm đêm thuộc họ Notodontidae. Nó được tìm thấy ở Đài Loan.